# Krematorium

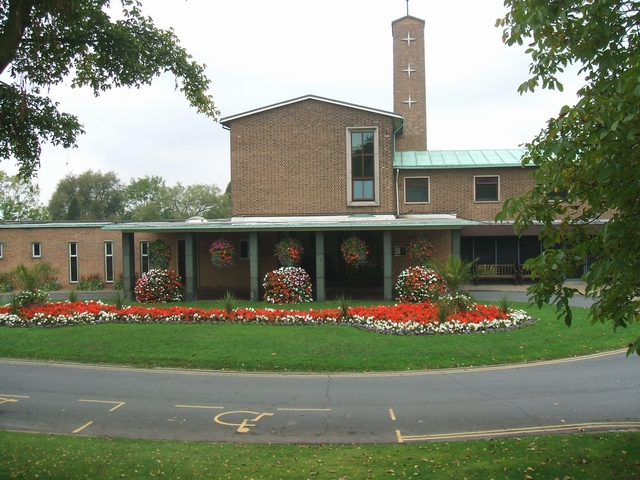
Budynek krematorium w Bushbury, w Wielkiej Brytanii

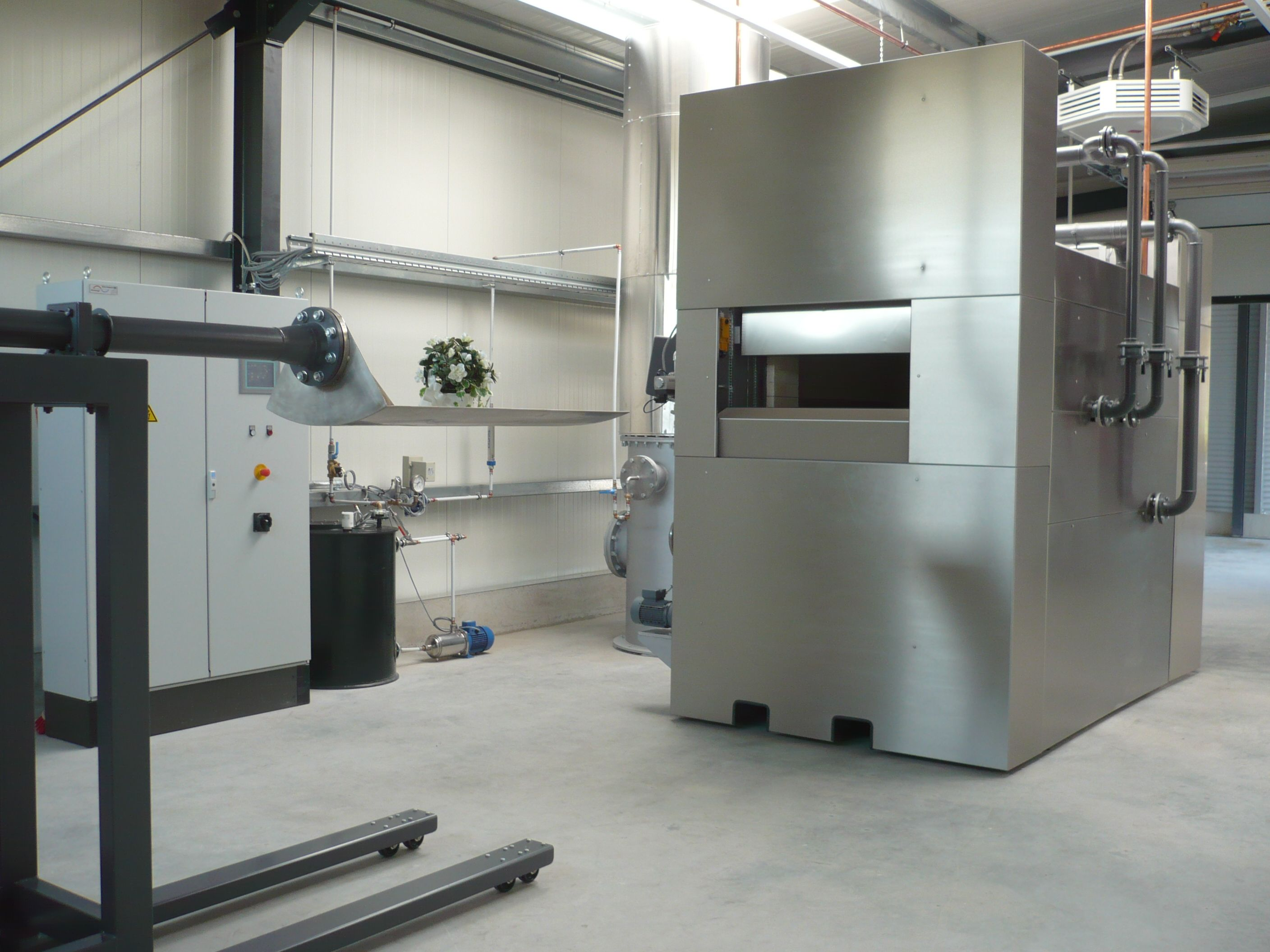
Spopielarnia dla zwierząt

Krematorium (łac. cremo „palę”), także: spopielarnia – urządzenie, w którym przeprowadza się pośmiertne spalenie (kremację) zwłok przed pochówkiem. Kremacja odbywa się w temperaturze 900–1100 °C. Spalanie trwa ponad godzinę. Prócz popiołów wydziela się woda i dwutlenek węgla.
Krematorium powinno być wyposażone w specjalne piece kremacyjne oraz niezbędną infrastrukturę do przyjmowania i przechowania trumien przed procesem kremacji, układ oczyszczania spalin, pomieszczenia dla rodziny i bliskich osoby spopielanej – z których mogą widzieć i towarzyszyć ciału zmarłego przed kremacją. Ponadto niektóre krematoria mają kaplicę wyznaniową, salę pożegnania bez symboli religijnych, salę audiowizualną gdzie odbywać się może ceremonia pożegnania, uświetniana odtwarzaniem muzyki, filmów, grą świateł i efektów audiowizualnych.
Pierwsze krematorium dla spopielania zwłok ludzkich na świecie powstało w 1876 w Mediolanie. W 1896 powstało w Hartsdale (stan Nowy Jork, USA) pierwsze krematorium z cmentarzem dla zwierząt domowych (Hartsdale Pet Cemetary and Crematorium).

## Krematoria w Polsce

### Historia
Pomysł powrotu do spopielania ludzkich zwłok pojawił się w połowie XIX w. z powodu przepełnienia cmentarzy i prawdopodobnie pod wpływem rozwoju i wzrostu popularności archeologii. W celu prowadzenia akcji agitacyjnej na rzecz budowy krematoriów powstawały stowarzyszenia organizowane przez protestantów, gdyż Kościół katolicki sprzeciwiał się kremacji zwłok. Cywilne krematoria powstawały na ziemiach polskich począwszy od I wojny światowej i były czynne do zakończenia II wojny światowej.
Na Pomorzu Gdańskim w 1898 założono w Gdańsku Stowarzyszenie na rzecz Pochówków Ciałopalnych, które doprowadziło do wydania zgody przez władze Gdańska w 1911 na spopielanie zwłok w mieście, a w 1911 podjęcie decyzji o wybudowaniu miejskiego krematorium z cmentarzem urnowym. Kompleks cmentarno-krematoryjny z ewangelicką kaplicą wybudowano we Wrzeszczu (przy ob. ul. Traugutta) w latach 1913–1914, a pierwsze spopielenie z pogrzebem odbyło się 30 października 1914, zaś ostatnie w 1945. Budynek tego krematorium służy jako cerkiew Prawosławnej Katedralnej Parafii św. Mikołaja.
Na Dolnym Śląsku pierwszą kaplicę z krematorium i polem urnowym wybudowano w latach 1913–1914 w Jeleniej Górze na Starym Cmentarzu Komunalnym przy ob. ul. Sudeckiej. To pierwsze na Śląsku krematorium uruchomiono w sierpniu 1915. Drugi taki obiekt z kaplicą i rozległym kolumbarium wzniesiono w latach 1925–1926 na Cmentarzu Grabiszyńskim III we Wrocławiu według projektu Richarda Konwiarza.
Na Pomorzu Zachodnim krematorium (dobudowane do istniejącej kaplicy) z polem urnowym otwarto w 1925 na Cmentarzu Centralnym w Szczecinie.
Na Górnym Śląsku pierwsze krematorium powstało w latach 1937–1938 na Cmentarzu Centralnym w Gliwicach, choć jego budowę planowano już w 1906 z lokalizacją w Katowicach lub w Gliwicach.

### Współczesność
Według wykazu na stronie Open Intend w połowie 2012 działało w Polsce 16 krematoriów. Krematoria w Słupsku, Szczecinie, Głogowie, Brzegu i Łodzi są wyposażone w jeden piec kremacyjny, krematoria w Bydgoszczy, Gdańsku, Łodzi, Wrocławiu, Poznaniu, Częstochowie, Dąbrowie Górniczej, Pruszkowie i Wyszkowie mają dwa piece kremacyjne, krematorium w Warszawie z trzema piecami kremacyjnymi oraz krematoria w Rudzie Śląskiej i Bytomiu z czterema piecami kremacyjnymi. Krematoria w Polsce są wyposażone zasadniczo w trzy typy pieców kremacyjnych. Pierwszy z nich to szwedzkie piece kremacyjne TABO Incinerator AB – zastosowane w krematoriach w Gdańsku, Poznaniu, Bydgoszczy, Warszawie, Łodzi, Częstochowie i we Wrocławiu. Alternatywnym rozwiązaniem są piece kremacyjne czeskiego producenta Facultative Technologies zainstalowane w Brzegu, Bytomiu, Wyszkowie oraz w Szczecinie. Ostatnim rozwiązaniem są piece krematoryjne typu amerykańskiego, które stanowią wyposażenie krematoriów w Rudzie Śląskiej, Głogowie i Łodzi. Odmianą pieców typu amerykańskiego jest piec GEM Matthews składany we Włoszech, w które wyposażono krematorium w Dąbrowie Górniczej i Pruszkowie. W lutym 2013 roku otwarto krematorium (dwa piece hiszpańskie Kalfrisa) w Toruniu.
W 2022 działały w Polsce 73 krematoria przeznaczone dla kremacji osób: Antoninów, Bełchatów, Białystok, Bielsko-Biała, Bydgoszcz, Bytom, Chorzów, Czerniejów, Częstochowa, Dąbrowa Górnicza, Elbląg, Garbce k. Żmigrodu, Gdańsk, Głogów (2), Gorzów Wlkp. (2), Grudziądz, Jasienica, Jaszczów k. Milejowa, Jaszków k. Legnicy, Jeleniów, Jelenia Góra (2), Kalisz, Karakule, Katowice, Koszalin (3), Kraków (2), Lubin, Łódź (3), Mielec (2), Nowa Chełmża, Opole, Otwock, Pińczów, Płock, Poznań, Police, Pruszków, Radom, Ramlewo k. Gościna, Roszkowo k. Pruszcza Gdańskiego, Ruda Śląska (2), Rzeszów, Sandomierz, Sierakowo k. Przasnysza (2), Stargard, Skarbimierz, Skarżysko-Kamienna, Skwierzyna, Słupsk, Stalowa Wola, Strzelin, Szczecin, Suwałki, Środa Wielkopolska, Toruń, Warszawa, Włocławek, Wolsztyn, Wrocław (2), Wyszków, Żory.
Ponadto działa 9 krematoriów dla zwierząt: w Gdańsku, Lublinie, Mikołowie, Rudzie Śląskiej, Kostrzynie, Szymanowie k. Kątów Wrocławskich, Warszawie, Ceradzu Dolnym pod Poznaniem. Szczecinie.